# Видавничо-поліграфічний інститут НТУУ «КПІ»

Управління навчальним, науково-методичним та виховним процесом Видавничо-поліграфічного інституту

Видавни́чо-поліграфі́чний інститу́т Націона́льного техні́чного університе́ту Украї́ни «КПІ» (ВПІ НТУУ "КПІ") — навчальний інститут у складі НТУУ «КПІ».
Видавничо-поліграфічний інститут було засновано 1 січня 1954 р. у м. Києві на базі художньо-ремісничого училища поліграфістів № 18 як Навчально-консультаційний пункт (НКП) Московського заочного поліграфічного інституту.
1957 р. НКП передано до Українського поліграфічного інституту (УПІ) ім. Івана Федорова, а з 1959 р. на базі НКП утворено Київський вечірній факультет (КВФ) УПІ ім. Івана Федорова.
У 1989 р. КВФ передано до складу Київського політехнічного інституту як Видавничо-поліграфічний факультет.
6 вересня 2004 року на засіданні вченої ради НТУУ «КПІ» було прийнято рішення про реорганізацію Видавничо-поліграфічного факультету і створення на його основі Видавничо-поліграфічного інституту НТУУ «КПІ».

## Навчальні підрозділи

### Кафедра технології поліграфічного виробництва

#### Спеціальності підготовки фахівців
- Технології друкованих видань
- Технологія розробки, виготовлення та оформлення паковань

#### Напрям підготовки
- Видавничо-поліграфічна справа (6.051501)

### Кафедра репрографії

#### Спеціальності підготовки фахівців
- Комп'ютеризовані технології та системи видавничо-поліграфічних виробництв
- Технологія електронних мультимедійних видань
- Матеріали видавничо-поліграфічних виробництв

#### Напрям підготовки
- Видавничо-поліграфічна справа (6.051501)

### Кафедра машин та агрегатів поліграфічного виробництва

#### Спеціальності підготовки фахівців
- Поліграфічні машини і автоматизовані комплекси
- Комп'ютеризовані поліграфічні технічні системи

#### Напрям підготовки
- Машинобудування (6.050503)

### Кафедра організації видавничої справи, поліграфії та книгорозповсюдження

#### Спеціальності підготовки фахівців
- Управління і економіка видавничої справи та поліграфії
- Книгознавство і розповсюдження друкованої продукції

#### Напрям підготовки
- Менеджмент (6.030601)

### Кафедра графіки

#### Спеціальності підготовки фахівців
- Образотворче та декоративно-прикладне мистецтво

Напрям підготовки
- Образотворче мистецтво (6.020205)

### Кафедра видавничої справи та редагування

#### Спеціальності підготовки фахівців
- Видавнича справа та редагування
- Зв'язки з громадськістю

#### Напрями підготовки
- Видавнича справа та редагування (6.030303)
- Реклама і зв'язки з громадськістю (6.030302)

## Науково-дослідна робота
Кафедра організації видавничої справи, поліграфії та книгорозповсюдження щорічно проводить Всеукраїнську студентську науково-практичну конференцію «Актуальні проблеми економічного розвитку підприємств видавничо-поліграфічної галузі», починаючи з 2006 р. Тематика доповідей учасників заходу стосується таких питань, як особливості книжкового маркетингу та менеджменту сучасних підприємств, історії, теорії й методики книговидання в умовах глобалізації та інформаційної революції.
У 2014 р. на відкритті VIII конференції активно обговорювався навчальний проєкт від кафедри, що базується на досвіді Стенфордського університету. Проєкт мав на меті перевірити, чи призведе запровадження такої форми практичної роботи, як бізнес-групи, до підвищення шансів студентів на успішне працевлаштування за спеціальністю завдяки отриманим навичкам та знанням.
Кафедра організації видавничої справи, поліграфії та книгорозповсюдження розміщує на своєму сайті збірники матеріалів конференцій. Також ці видання можна знайти на сайті науково-технічної бібліотеки НТУУ «КПІ» [Архівовано 20 червня 2016 у Wayback Machine.].

## Директори
У різний час інститут очолювали:
- 1953–1958 — Шевченко О. П.,
- 1958–1959 — Маслова Л. О.,
- 1959–1963 — Шлапак Д. Я.,
- 1963 — Ф. І. Куц,
- 1963–1967 — Рудницький А. І.,
- 1967–1970 — Богданов Ю. О.,
- 1970–1976 — Петрук А. І.,
- 1976–1979 — Ганжуров С. М.,
- 1979–1987 — Розум О. Ф.,
- 1987–2002 — Дорош А. К.,
- 2002–2015 — Киричок П. О.
- з 2015 — Киричок Т. Ю.

## Викладачі
Див. також: Категорія:Науковці Видавничо-поліграфічного інституту НТУУ "КПІ"